# Ivan Kučírek
Ivan Kučírek   (Břeclav, 25 de novembre de 1946 - Brno, 5 de febrer de 2022) va ser un ciclista amateur txecoslovac, d'origen txec, que s'especialitzà en la pista, concretament en el tàndem. Va guanyar cinc medalles, tres d'elles d'or, als Campionats del Món de l'especialitat, i una de bronze en el de velocitat. Va participar en tres edicions dels Jocs Olímpics.

## Palmarès
- 1980
  -  Campió del món en Tàndem (amb Pavel Martinek)
- 1981
  -  Campió del món en Tàndem (amb Pavel Martinek)
- 1982
  -  Campió del món en Tàndem (amb Pavel Martinek)